# ویکتور سدما
ویکتور سُدُما (چکی: Viktor Sodoma; ۵ ژوئیهٔ ۱۹۴۵ – ) خواننده، گاهی بازیگر و پیشگام موسیقی راک اند رول و بیت چکسلواکی در دهه ۱۹۶۰ است. او کار خود را با اجرا در تئاتر سمافور آغاز کرد و در طول دهه ۱۹۶۰ با گروه‌های فلامنگو و ماتادورز آواز خواند. سودوما پس از شروع دوره عادی سازی چکسلواکی در سال ۱۹۶۸ به تئاتر بازگشت.